# Oise (rzeka)
Oise – rzeka w Belgii oraz Francji o długości 302 km oraz powierzchni dorzecza 20 000 km². Źródła rzeki znajdują się w Ardenach w Belgii. Uchodzi ona do Sekwany.

## Główne dopływy
- Serre,
- Aisne,
- Thérain,
- Automne,
- Esches.

## Większe miasta
- Saint-Gobain,
- Compiègne,
- Hallatte,
- La Fère,
- Pontoise.

Rzeka ta stanowi część systemu kanałów wodnych, które łączą Basen Paryski z zagłębiem węglowym koło Lille.